# John McQuilliam
John McQuilliam, né le 3 août 1962 à Oldham, dans le Lancashire au Royaume-Uni, est un ingénieur britannique. Il est notamment connu pour avoir participé à la conception de nombreuses monoplaces de Formule 1 entre les années 1980 et les années 2010. En 2025, il est chef designer de l'écurie Cadillac Formula 1 Team.

## Biographie
Il commence sa carrière en rejoignant l'écurie de Formule 1 Williams F1 Team en 1986 en tant qu'ingénieur, avant de travailler pour Arrows. Il intègre ensuite l'équipe Jordan Grand Prix, où il reste malgré les changements de propriétaires successifs (Midland F1 Racing en 2006, puis Spyker F1 Team en 2007). À la fin de l'année 2007, il rejoint Wirth Resaerch, fondé par l'ingénieur Nick Wirth, en tant qu'expert aérodynamicien.
En mars 2014, John McQuilliam est nommé expert technique au sein de l'écurie russe Marussia F1 Team, avant de devenir directeur technique de Manor Racing en 2016. Après la faillite de l'écurie, il intègre Prodrive en qualité d'ingénieur en chef.
En 2024, il devient chef designer de Cadillac Formula 1 Team.